# Leopold Węgrzynowicz
Leopold Węgrzynowicz (ur. 19 września 1881 w Tuchowie, zm. 11 sierpnia 1960 w Dobrej koło Limanowej) – polski nauczyciel i krajoznawca, propagator krajoznawstwa wśród młodzieży, publicysta krajoznawczy.

## Życiorys
Był synem Jakuba i Heleny Węgrzynowiczów, jednym z pięcioro rodzeństwa i jednym z trzech synów, którzy przeżyli. Wkrótce po jego urodzeniu rodzina przeprowadziła się do Dobrej koło Limanowej (jego ojciec był tam kierownikiem poczty). W 1892 ukończył szkołę podstawową, a potem uczęszczał do Gimnazjum Wyższego w Nowym Sączu (obecne I LO). W tym czasie odbywał wędrówki w Beskidy i uczył się fotografowania. W 1900 zdał maturę, a potem rozpoczął studia matematyczno-fizyczne na Uniwersytecie Jagiellońskim. Działał w stowarzyszeniu Eleusis.
W latach 1906–1908 pracował w bibliotece Towarzystwa Uniwersytetu Ludowego w Krakowie, a w 1909 był starszym prefektem Bursy Urzędników Prywatnych we Lwowie. W 1909 rozpoczął zatrudnienie jako nauczyciel szkoły średniej w Kutach, a potem pracował w Borszczowie.
W latach 1914–1916 służył w wojsku austriackim, a potem podjął obowiązki nauczyciela gimnazjalnego w Stryju, które następnie kontynuował w Nowym Targu. 1 stycznia 1919 rozpoczął pracę w Filii Gimnazjum św. Jacka (późniejsze VII Gimnazjum im. Adama Mickiewicza) w Krakowie, gdzie w pełni rozwinął pasję krajoznawczą. Od 1917 do 1920 był komendantem hufca harcerskiego w Krakowie. W 1919 został członkiem Polskiego Towarzystwa Krajoznawczego. Został mianowany przewodniczącym komisji do spraw młodzieży. Rozwijał od tego momentu działalność popularnonaukową w młodzieżowych kołach krajoznawczych. Od 1920 redagował pismo krajoznawcze dla młodzieży „Orli Lot”. Był organizatorem wycieczek, obozów, kursów, czy ekspozycji poświęconych tematyce krajoznawczej. W 1927 został przewodniczącym nowo powstałej Komisji Kół Krajoznawczych Młodzieży Szkolnej Rady Głównej Polskiego Towarzystwa Krajoznawczego, a także członkiem Komisji Etnograficznej Polskiej Akademii Umiejętności.
W czasie okupacji niemieckiej kontynuował zajęcia z młodzieżą. W 1947 został ponownie redaktorem naczelnym Orlego Lotu. Od 1948 był honorowym członkiem Polskiego Towarzystwa Ludoznawczego. W 1950 przeszedł przymusowo na emeryturę i powrócił do Dobrej. Po 1956, w czasie odwilży, zaapelował do nauczycieli o rozwijanie pracy krajoznawczej z młodzieżą. W 1956 został powołany przez Ministerstwo Oświaty i Wychowania na przewodniczącego Centralnej Komisji do Spraw Krajoznawstwa i Turystyki Szkolnej. Współdziałał z czasopismami „Poznaj swój kraj” i „Ziemia”.
Pozyskiwany w trakcie swoich licznych wyjazdów naukowych materiał fotograficzny, obok zebranych obiektów związanych z kulturą Huculszczyzny, Podola i Beskidów, przekazywał do Muzeum Etnograficznego w Krakowie, gdzie znajduje się do dziś.
Zmarł i został pochowany w Dobrej koło Limanowej.

## Prace
- „Organizacja ruchu krajoznawczego młodzieży szkolnej w Polsce” (1929),
- „Praca krajoznawcza młodzieży szkolnej” (1931),
- „Koła krajoznawcze młodzieży szkolnej” (1937),
- „Ośrodek krajoznawczy” (1937),
- „Śląskie Koła Krajoznawcze Młodzieży Szkolnej” (1947),
- „Sprawozdanie z działalności metodycznego ośrodka krajoznawczego w Krakowie” (1948),
- „Szałaśnictwo w limanowskim Beskidzie Wyspowym” (1952),
- „Odnowa szkolnych kół krajoznawczo – turystycznych” (1957),
- „Poznaj swój kraj i ojczyźnie służ” (1957),
- „Tradycje pracy etnograficznej kół krajoznawczych młodzieży szkolnej” (1959),
- „Materiały etnograficzne z powiatu limanowskiego” (1959),
- „Prace i poszukiwania etnograficzne w powiecie limanowskim” (1959)[1].

## Rodzina
W roku 1922 ożenił się z Karoliną Klimaszewską, która była wdową po Augustynie Klimaszewskim, profesorze gimnazjalnym.

## Odznaczenia i upamiętnienie
Odznaczenia:

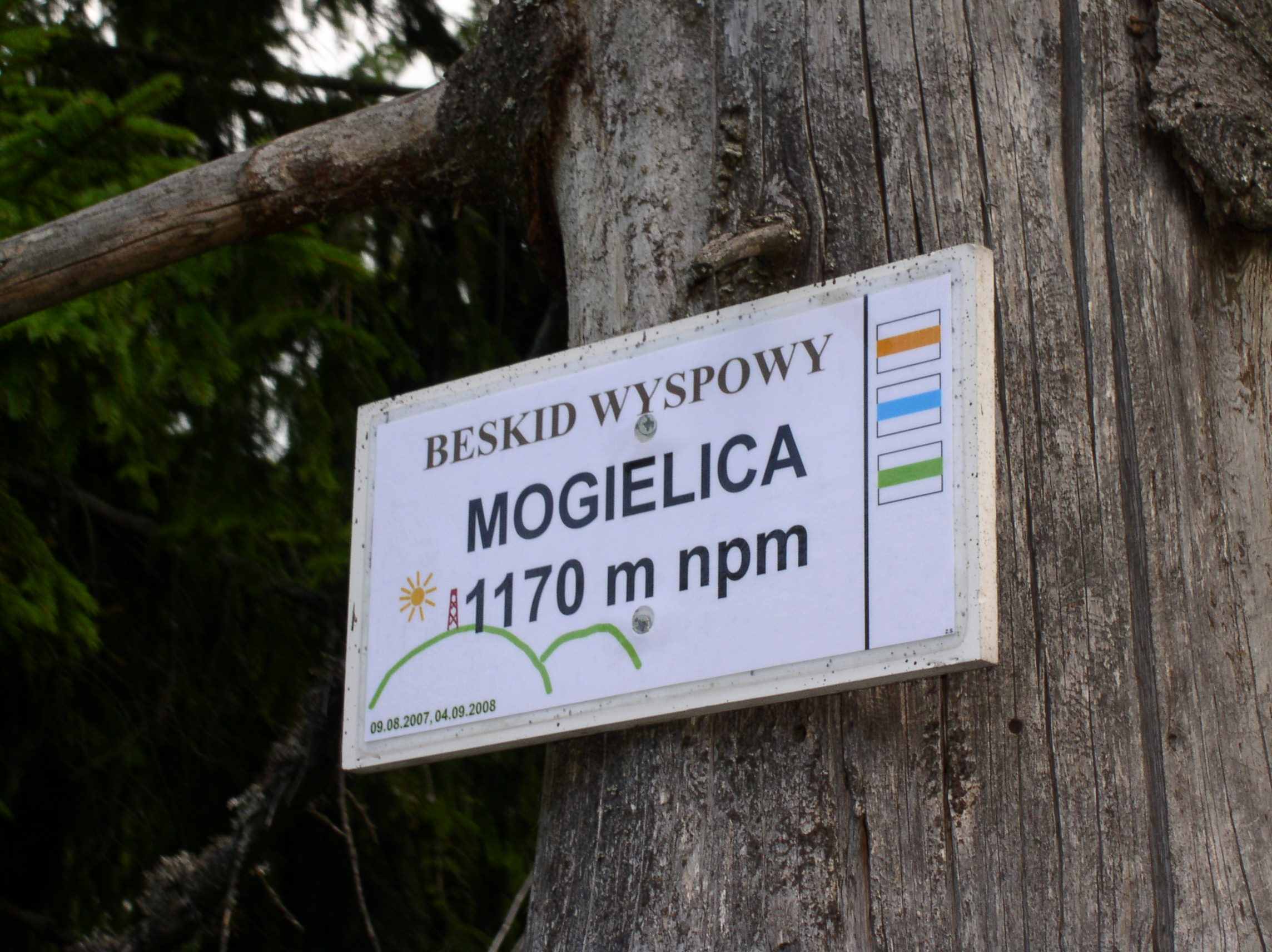
Zielony szlak im. Leopolda Węgrzynowicza na szczycie Mogielicy

- w 1936, za ofiarną pracę z młodzieżą, otrzymał Złoty Krzyż Zasługi,
- w 1956, w 50. rocznicę utworzenia PTKraj., otrzymał Krzyż Oficerski Orderu Odrodzenia Polski oraz Złotą Honorową Odznakę PTTK Nr 1,
- w 1957, za pracę „Wspomnienia o Kołach Krajoznawczych Młodzieży Szkolnej” otrzymał nagrodę Polskiej Akademii Nauk,
- w 1958 otrzymał honorowy tytuł Zasłużonego Nauczyciela Polskiej Rzeczypospolitej Ludowej[1].

W 1969 Szkoła Podstawowa w Dobrej otrzymała jego imię. Ogólnopolski Rajd SKKT – PTTK nazwany został jego imieniem. Na jego domu rodzinnym, w setną rocznicę urodzin, Towarzystwo Miłośników Ziemi Limanowskiej umieściło pamiątkową tablicę, w uznaniu dla dokumentowania kultury ludowej Beskidu Wyspowego. Komisja Turystyki Górskiej Zarządu Głównego PTTK nadała jego imię  zielonemu szlakowi pieszemu z Dobrej do Łukowicy w Beskidzie Wyspowym.